# Acacia ataxacantha
Acacia ataxacantha DC. es una especie pertenecientes a las Fabáceas.

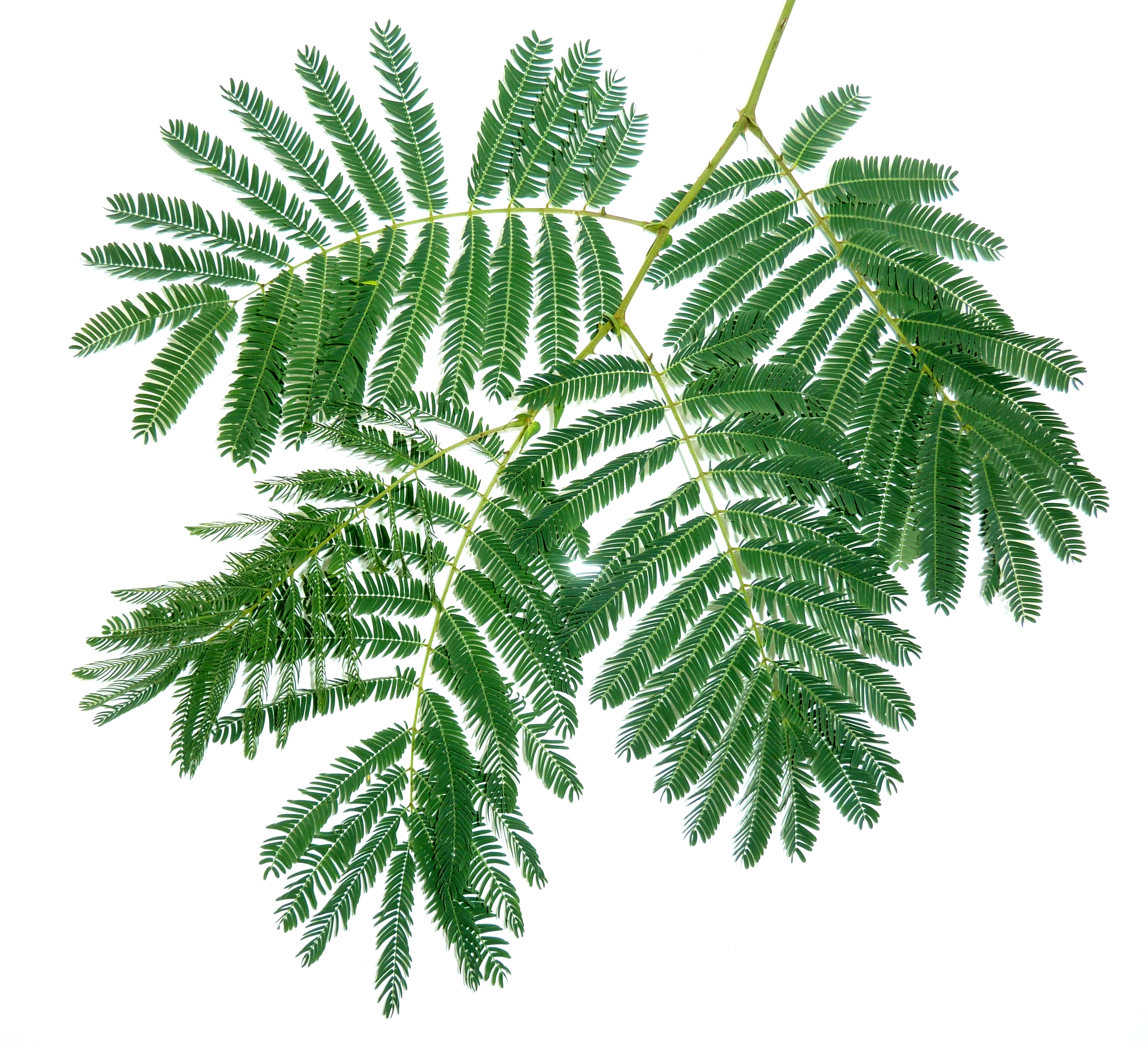
Hojas

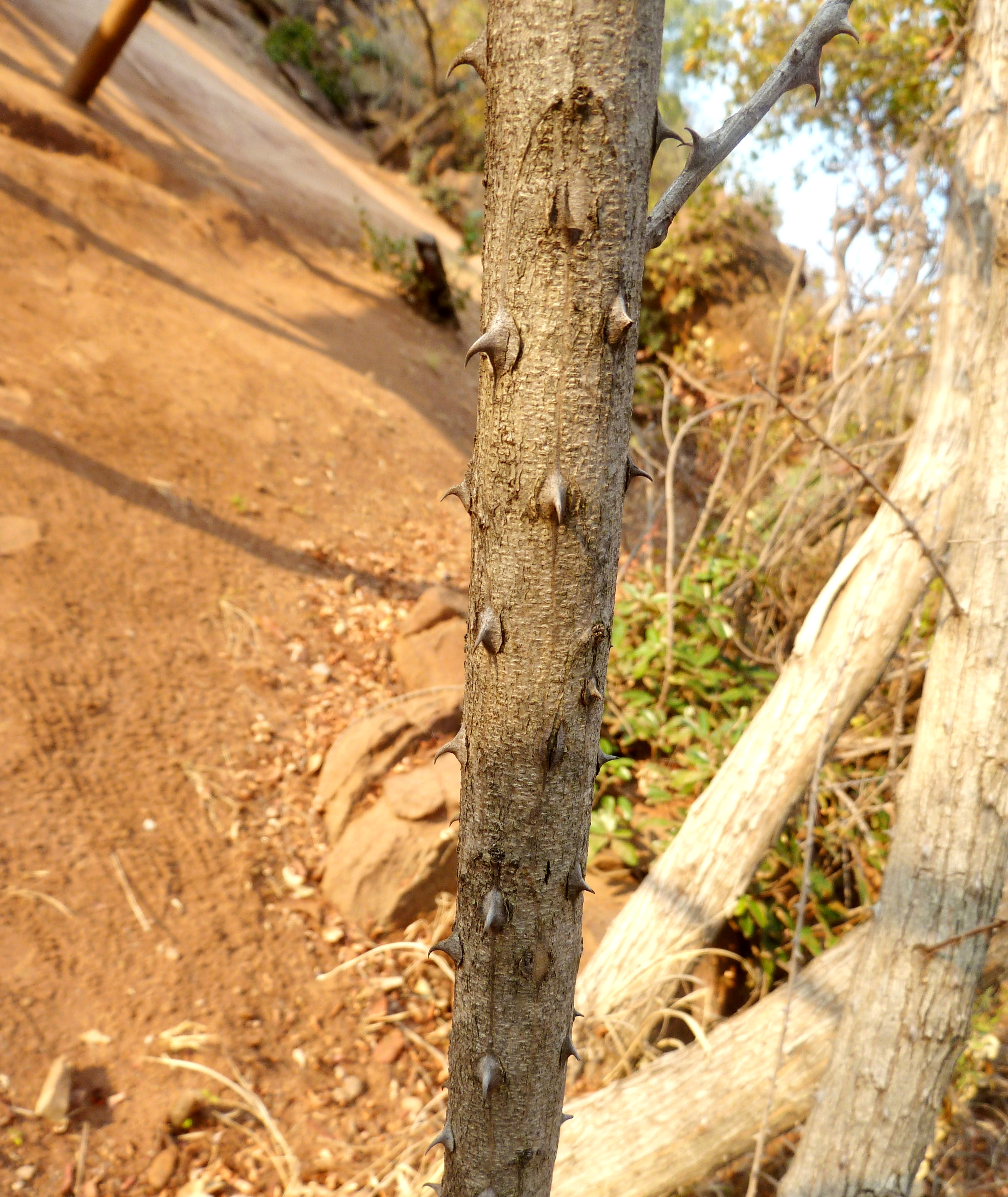
Tronco

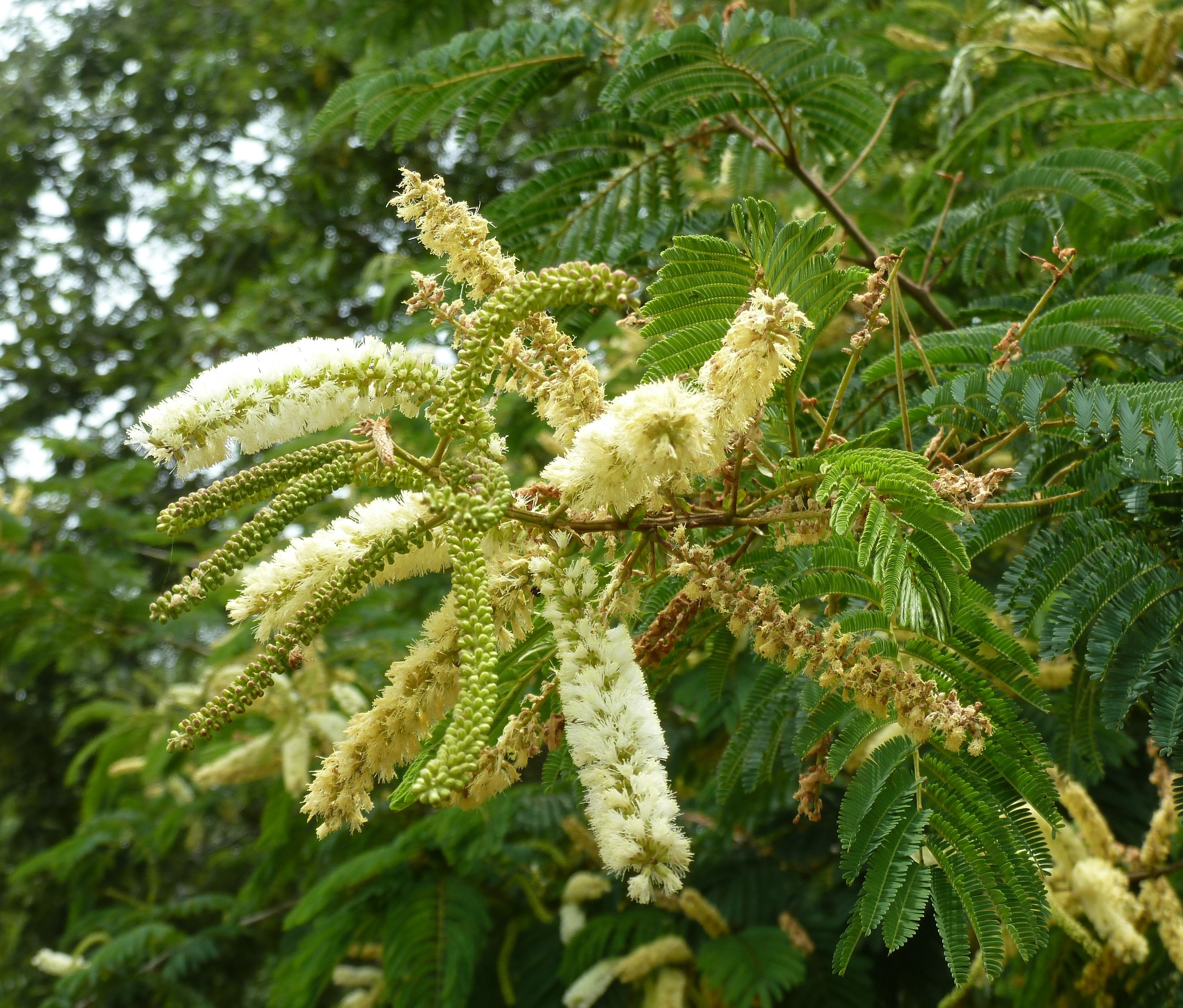
Flores

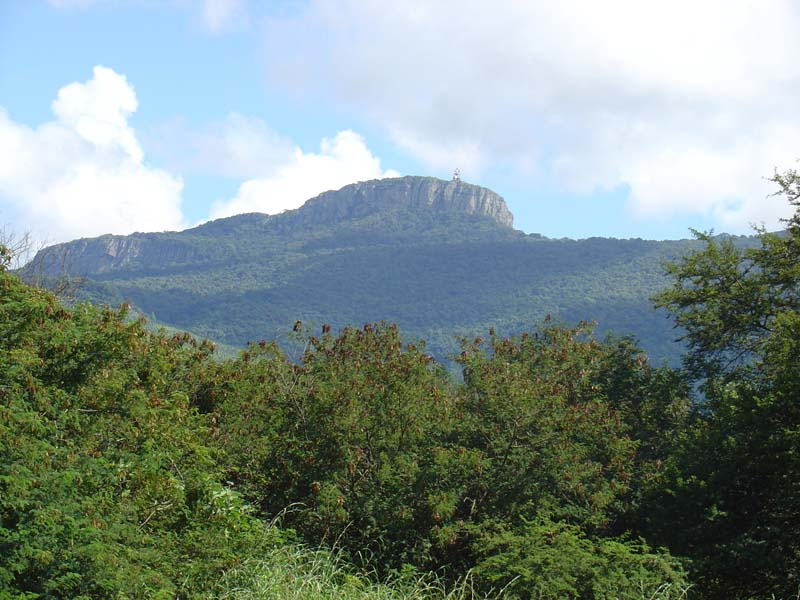
en su hábitat

## Hábitat
Es un árbol subtropical que se produce en África desde Senegal en el oeste de Sudán en el norte-este, se extiende hacia el sur en Namibia y Sudáfrica y se puede encontrar a través de gran parte de la antigua provincia de Transvaal, KwaZulu-Natal y Suazilandia . En las zonas más secas suele limitarse a los cursos de agua y barrancos, pero en zonas de mayor precipitación puede ser encontrado como un componente normal del arbusto de los bosques o incluso al margen de estos.

## Descripción
Es un pequeño árbol o arbusto con muchos tallos desordenados que alcanzan hasta 3–5 m de altura, a menudo enmarañados. En ocasiones, forma un pequeño árbol con un diámetro de tallo de hasta 20–30 cm de diámetro.  La corteza es grisácea, a veces con un tinte marrón, y está fisurada longitudinalmente, a menudo con descamación gruesa.  Los jóvenes tallos son bastante suaves con estrías longitudinales, espinas de hasta 8 mm lo recorren. Pequeñas espinas también se encuentran en la parte inferior del axis de la hoja. El follaje es generalmente de color verde oscuro y bastante denso.  El peciolo es peludo y tiene una distintiva glándula.
Las flores de color amarillo cremoso nacen en racimos como espigas en los extremos de las ramas. Son perfumadas y son un espectáculo atractivo en cualquier momento a partir de mediados de verano a comienzos de otoño (enero-abril).
Tal vez la característica más llamativa de esta planta es la del color rojo profundo a rojo púrpura de las vainas que crecen en racimos y le da el nombre común de "Llama espina". Las vainas son planas, semi-transparentes de hasta 85 mm de longitud, disminuyendo drásticamente en ambos extremos. Las vainas contienen normalmente 6-8 semillas que son de color oliva verde a marrón y achatadas.

## Toxicidad
Las especies del género Acacia pueden contener derivados de la dimetiltriptamina y glucósidos cianogénicos en las hojas, las semillas y la corteza, cuya ingestión puede suponer un riesgo para la salud.

## Cultivos y usos
Crecen mejor desde la semilla.  Las semillas deben remojarse en agua caliente. Su viabilidad es muy variable e impredecible. Las plantas de semillero deben aparecer a las 2 semanas de la siembra. La tasa de crecimiento después del trasplante es inicialmente lento y luego se incrementa. En el jardín, le favorece un buen regado - sin embargo, tiene bastante buena resistencia a la sequía. Debe ser protegido de las heladas cuando son jóvenes. Como cobertura vegetal, pueden formar una impenetrable y atractiva pantalla.
Aunque este árbol tiene un  desordenado hábito, el brillante color de sus vainas es una característica atractiva para el jardín. Las raíces también se utilizan en cestería y también han sido tradicionalmente utilizados para hacer largas pipas.
En algunas partes del norte de Zimbabue,  se plantó como una barrera eficaz a lo largo de las líneas de drenaje durante la guerra de liberación, donde todavía persiste.

## Taxonomía
Acacia ataxacantha fue descrita por Augustin Pyrame de Candolle y publicado en Prodromus Systematis Naturalis Regni Vegetabilis 2: 459. 1825.
Etimología
Ver: Acacia: Etimología
ataxacantha: epíteto que deriva  de las palabras griegas "taxis" = acuerdo y "akantha" = espinas, en referencia a la dispersión de muchas espinas en los tallos y brotes.
Sinonimia
- Acacia eriadenia Benth.
- Acacia lugardiae N.E.Br.[5]